# Мадатян, Эдуард Аветикович
Эдуа́рд Аветикович Мадатя́н (арм. Էդուարդ Մադաթյան, 11 декабря 1952, Ереван) — армянский государственный деятель, министр транспорта и связи (2000—2001).
В 1970-е годы с перерывом на службу в армии работал на ереванском заводе «Гидропроводник» техником-технологом, затем — старшим инженером. В период 1980—1987 годов возглавлял ереванское объединение общественного питания № 3б, в 1983 году окончил Ленинградский институт советской торговли по специальности «экономист», 1987—1993 годы — директор объединения общественного питания «Наири». Был первым заместителем генерального директора Ереванского мебельного завода имени Мясникяна (1993—1996), заместителем директора компании «Муш» (1994—1999), начальником отдела «Энергоконтроля» (1997—1999).
30 мая 1999 года избран депутатом Национального собрания Армении (второй созыв, 1999—2003), вошёл в постоянную комиссию по обороне, национальной безопасности и внутренним делам. В период с 2000 по 2001 год возглавлял Министерство транспорта и связи Армении. Беспартийный